# كاي ناجل
كاي ناجل (بالألمانية: Kai Nagel) (و. 1965 – م) هو فيزيائي، وأستاذ جامعي من ألمانيا . ولد في كولونيا.

## مناصب وهيئات
أدار جامعة برلين للتكنولوجيا.